# إدوارد لوكاس (صحفي)
إدوارد لوكاس (بالإنجليزية: Edward Lukas) هو كاتب غير روائي وصحفي بريطاني، ولد في 3 مايو 1962.